# Грейс Брім
Грейс Брім (англ. Grace Brim), уроджена Гре́йсі Мі́ллард (англ. Gracie Millard; 10 липня 1923, Біскоу, Арканзас — 28 червня 1999, Гері, Індіана) — американська блюзова співачка, губна гармоністка і ударниця. Була одружена з Джоном Брімом. Одна з найперших жінок-ударниць в чиказькому блюзі.

## Біографія
Грейсі Міллард народилась 10 липня 1923 року в Біскоу, штат Арканзас.
У 1947 році одружилась з гітаристом Джоном Брімом (їхні діти Ернест і Джон Брім, мол. також стали музикантами). З 1948 року почала виступати разом з чоловіком; Грейс співала і грала на губній гармоніці. У 1950 році дебютувала у студії як вокалістка і виконавиця на губній гармоніці у записах Джона Бріма «Strange Man» і «Mean Man Blues» на лейблі Fortune. Разом з чоловіком записувалась на лейблі Fortune і акомпанувала Біг Масео (1950–1952). За порадою свого чоловіка навчилась грати на барабанах. Допомогла Бріму написати і записати пісню «Ice Cream Man» на Fortune (1950). У 1951 році дебютувала в ролі солістки як Mrs. John Brim, записавши «Going Down the Line» і «Leaving Daddy Blues» на лейблі Random. 22 серпня 1952 року відбулась сесія Грейс на лейблі J.O.B. («Man Around My Door» і «Hospitality Blues»); «Man Around My Door» стала рімейком пісні «Ice Cream Man» Джона Бріма з сесії 1950 року на Fortune, а «Hospitality Blues» — варіацією «Catfish Blues». У 1953 році акомпанувала як ударниця Альберту Кінгу на Parrot (під час сесії було записано п'ять пісень, дві з яких були випущені на синглі «Be On Your Merry Way»/«Bad Luck Blues») і Джону Бріму на J.O.B. («Over Nite»/«Drinking Woman»). У 1954 році акомпанувала Джону Бріму разом з Джиммі Рідом і Едді Тейлором на Parrot («Tough Times»/«Gary Stomp»). У січні 1955 року акомпанувала чоловіку на Chess («Go Away»/«That Ain't Right»).
У 1963 році розійшлась з Джоном. У 1971 році разом з чоловіком записувалась на власному лейблі BB Records («You Put The Hurt On Me»/«Movin' Out»), де грала на барабанах. У 1975 році знову працювала з Джоном у Чикаго. В останні роки відійшла від музики, присвятивши себе бізнесу і церкві.
Померла 28 червня 1999 року у віці 75 року в Гері, Індіана.

## Дискографія
- «Going Down the Line»/«Leaving Daddy Blues» (Random, 1951) як Mrs. John Brim
- «Man Around My Door»/«Hospitality Blues» (J.O.B., 1953)
- «You Put The Hurt On Me»/«Movin' Out» (BB, 1971)